# Rivière Montague
La rivière Montague est une rivière canadienne dans le comté de Kings sur l'Île-du-Prince-Édouard. La rivière coule vers l'est dans le port de Georgetown.